# علیرضا قلعه‌ناصری
علیرضا قلعه‌ناصری یک ورزشکار معلول در رشته دو و میدانی اهل ایران است.

## افتخارات
- کسب نشان نقره پارالمپیک ۲۰۱۶ ریودوژانیرو در ماده پرتاب دیسک.[۱]